# Ernst Kleßmann

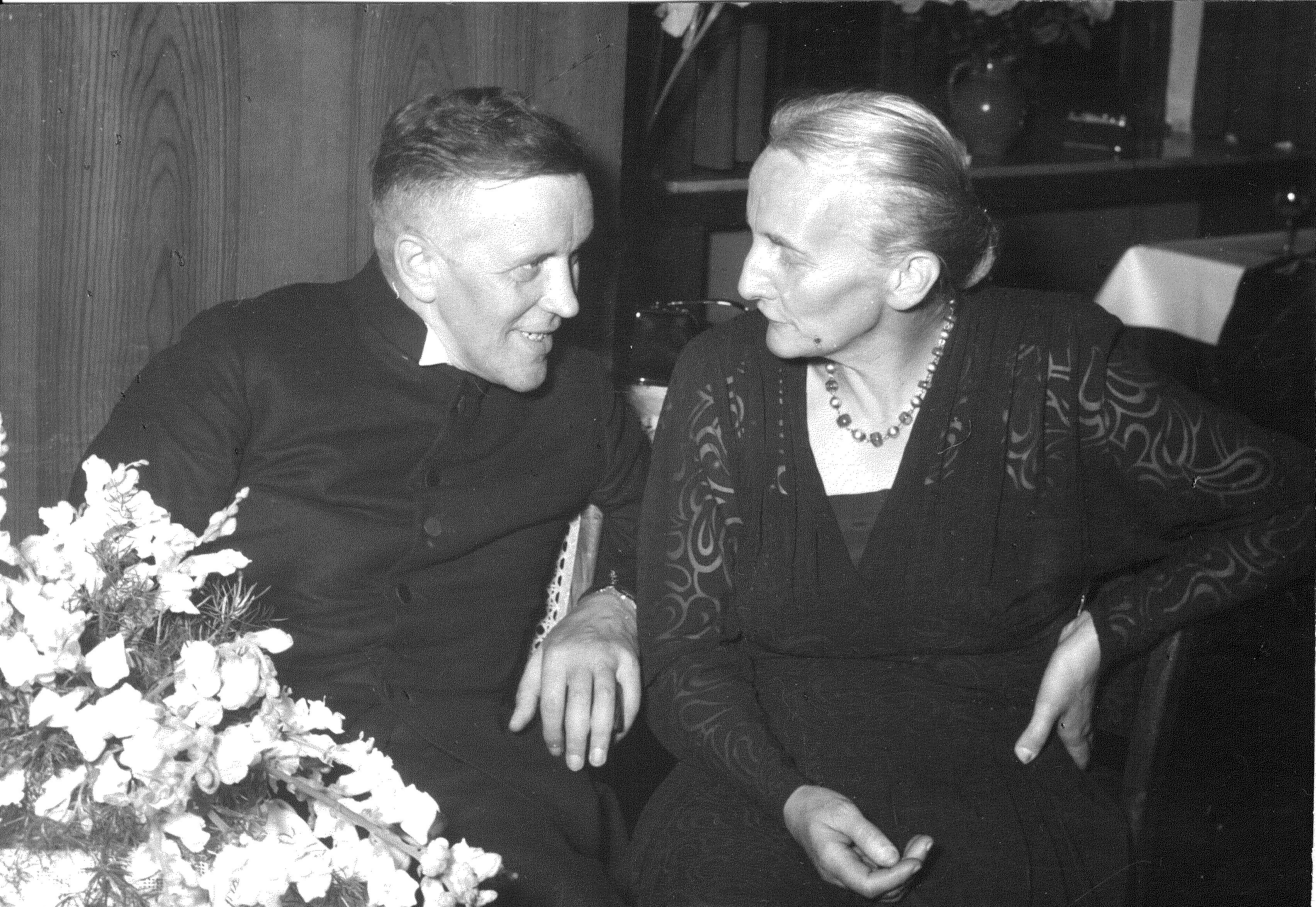
Ernst und Annemarie Kleßmann (Foto: 1954)

Ernst August Kleßmann (* 23. Januar 1899 in Nordhorn bei Gütersloh; † 17. November 1986) war ein deutscher Theologe und evangelischer Pfarrer.

## Leben
Ernst Kleßmann wurde als Sohn des Landwirts Heinrich Kleßmann (1858–1925) und seiner Ehefrau Anna Maria Lörpabel (1867–1955) geboren. Sein ältester Bruder war der Arzt Gustav Kleßmann (1893–1974). Als Primaner war Ernst Kleßmann Präses des Gymnasial-Posaunenchors Gütersloh im Evangelisch Stiftischen Gymnasium und wurde – zunächst ohne Abitur – im September 1917 in das Infanterie-Regiment Nr. 15 eingezogen. Im besetzten Lille wurde eine preußische Prüfungskommission eingerichtet, um den Soldaten die Abiturprüfung abzunehmen. Kleßmann erhielt dort im Juli 1918 die Reifeprüfung. Einen Monat später geriet er bei Grivillers in britische Kriegsgefangenschaft, im Oktober 1919 wurde er entlassen.
Kleßmann studierte anschließend an der Kirchlichen Hochschule Bethel, an den Universitäten Tübingen und Greifswald. Im Sommer 1921 wurden die Studenten aufgefordert, sich freiwillig zum Freikorps „Selbstschutz Oberschlesien“ zu melden. Kleßmann folgte dem Aufruf und war für zwei Monate beim oberschlesischen Konstadt eingeteilt. Nach Greifswald wechselte er im folgenden Jahr zur Universität Leipzig und Münster. Nach dem 1. theologischen Examen 1923 folgten einige Praktika, im November 1924 wurde er beim Predigerseminar Soest zugelassen. Nach dem 2. Examen wurde er 1926 als Pfarrer ordiniert und Leiter eines Heims für Jugendliche der Inneren Mission in Eckardtsheim. Im selben Jahr wurde er unter Willy Kabitz mit dem Thema „Über religiöse Krisen in der Jugendzeit auf Grund autobiographischer Zeugnisse“ promoviert.
Im Zuge des Kirchenkampfes 1933 engagierte Kleßmann sich in der Bekennenden Kirche. Als Leiter dieses Heims für Jugendliche wurde er von den NS-Behörden verpflichtet, alle Jugendlichen, die unter das „Gesetz zur Verhütung erbkranken Nachwuchses“ fielen, zu erfassen. Er wollte daher aus der Inneren Mission heraus und in den Pfarrdienst, 1935 wurde er Pastor in Jöllenbeck.
Auch im Zweiten Weltkrieg wurde Kleßmann eingezogen und kam als Heeressoldat im Oktober 1939 zum Fliegerhorst Vörden. Er wurde im April 1940 aus dem Heer entlassen, da eine Verfügung der Wehrmacht kinderreiche Väter berücksichtigen sollte, und konnte nach Jöllenbeck zurückkehren. Die Nähe zu Bielefeld führte zu vielen alliierten Bombenangriffen, die Gottesdienste des Pastors mussten häufig wegen Fliegeralarms unterbrochen oder abgebrochen werden. Am 2. April 1945 besetzte die 5. US-Infanterie-Division auch Jöllenbeck, der Krieg war für ihn beendet.
Auf Bitten des westfälischen Präses Karl Koch wurde Kleßmann im Juni 1945 in die Kirchenleitung der neuformierten Evangelischen Kirche von Westfalen (EKvW) berufen. Weitere bekannte Theologen dieser Leitung damals waren beispielsweise Hermann Kunst, Karl Lücking, Wilhelm Philipps und Edmund Schlink. Auch an der zwei Monate späteren nordhessischen Treysaer Konferenz nahm Kleßmann als Referent teil, die heute als Geburtsstunde der Evangelischen Kirche in Deutschland gilt. Im Mai 1953 wurde er zum Leiter des Katechetischen Amts der EKvW in Villigst berufen.
Kleßmann reiste im April 1957 per Schiff nach Beirut, um erstmals das „Gelobte Land“ in Palästina – damals in Jordanien – zu sehen. Sein Reiseführer war der Palästinakundler und früherer evangelischer Probst von Jerusalem Hans Wilhelm Hertzberg, auch der Theologe Leonhard Goppelt gehörte zu dieser Reisegruppe.
Im Januar 1965 wurde Kleßmann in Villigst von Präses Ernst Wilm in den Ruhestand verabschiedet und zog nach Bielefeld um.

## Familie
Kleßmann heiratete am 23. Oktober 1928 in Bethel Annemarie Wolf (1899–1993), eine Tochter des Pastors Friedrich Wolf (1865–1937). Das Paar hatte sechs Kinder, zwei seiner Söhne sind der Historiker Christoph Kleßmann (* 1938) und der Theologe Michael Klessmann (* 1943).

## Schriften
- Über religiöse Krisen in der Jugendzeit auf Grund autobiographischer Zeugnisse. Universität Münster 1926 (Dissertation).
- mit Paul Fricke: Kirchliche Seelsorge im Krankenhaus. Die Sprechstunde in der Heilerziehung, Schwerin 1930.
- Warum Bekenntnisschule? Bemerkungen zur Frage der christlichen Erziehung in der Volksschule, Gütersloh 1946.
- Gesetz und Evangelium in der Erziehung, Gladbeck 1948.
- Sichtungszeit. Aus dem Leben der Gemeinde in den Jahren 1935 bis 1953. In: Walter Kleine-Doepke (Hrsg.): Heimatbuch der Evangelischen Kirchengemeinde Jöllenbeck 1954. Detmold 1954 (hier als PDF).
- (Hrsg.): Erziehung in einer veränderten Welt. Vorträge der Erziehungs- und Schulkonferenz der Evangelischen Kirchen von Westfalen, Dortmund 1955.
- mit Georg Gründler: Reformation der Konfirmation. Grundsätzliche Besinnung und praktische Vorschlag eines Arbeitskreises, Göttingen 1960.
- Die Hausgemeinde, Gütersloh 1960.
- (Hrsg.): Vorträge der Erziehungs- und Schulkonferenz 1960 der Evangelischen Kirche von Westfalen. Bielefeld 1960.
- mit Christine Bourbeck, Gertrud Grimme: Christ in der Welt. Evangelischer Katechismus für Erwachsene, Dortmund 1964.
- mit Georg F. Vicedom, Horst Becker: Gepredigt den Völkern. Bd. 2. Das missionarische Kerygma in den Altkirchlichen Episteln, Breklum 1967.
- mit Georg F. Vicedom, Horst Becker: Gepredigt den Völkern. Bd. 4. Zur missionarischen Relevanz der Perikopen der IV. Predigtreihe, Breklum 1969.
- mit Georg F. Vicedom, Horst Becker: Gepredigt den Völkern. Bd. 6. Zur missionarischen Relevanz der Perikopen der VI. Predigtreihe, Breklum 1971.
- Aus meinem Leben. Manuskript, Bielefeld 1973 (Autobiografie).
- „Gern will ich den Frieden, aber nicht den ‚Friede-Friede-Frieden‘“. Johann Heinrich Volkening. Zur 100. Wiederkehr seines Todestages. In: Westfalen-Blatt, 25. Juli 1977 (hier als PDF).
- Die Bildhauerarbeiten in der Kirche zu Jöllenbeck. In: Jöllenbecker Blätter. Heimatkundliche Mitteilungen, Jg. 1980, Nr. 37, S. 1253.